# Église Sainte-Sportalie
L'église Sainte Sportalie était une église catholique située dans la commune de Podensac, dans le département de la Gironde, en France.

## Localisation
L'église se trouvait au 4 rue des anciennes Tuilières, à l'écart de la commune de Podensac.